# Затонська ТЕЦ
Затонська ТЕЦ — теплова електростанція у Башкортостані.
В 2018 році на майданчику станції стали до ладу два однотипні парогазові блоки комбінованого циклу потужністю по 220 МВт, у кожному з яких одна газова турбіна потужністю 160 МВт концерну виробництва «Силові машини» типу ГТЭ-160 (ліцензійна Siemens SGT5-2000E) живить через котел-утилізатор одну парову турбіну потужністю 80 МВт від Калузького турбінного заводу типу Т-60/73.
Станція споруджена з розрахунку на використання природного газу, що надходить до Уфи по газопроводу Ішимбай – Уфа. При роботі у проектному режимі ТЕЦ за рік має споживати 803 млн м³ газу.
Видача продукції відбувається під напругою 220 кВ.